# Charles McIlvaine
Charles Joseph "Charley" McIlvaine, Sr, född 6 augusti 1903 i Philadelphia, död 30 januari 1975 i Ocean City i New Jersey, var en amerikansk roddare.
McIlvaine blev olympisk guldmedaljör i dubbelsculler vid sommarspelen 1928 i Amsterdam.